# 玛瑟古札
玛瑟古札，马来西亚政治人物，马来西亚全民党秘书长，前砂拉越州斯里阿曼国会议员。曾经为砂拉越团结党（前称联民党）党员。

## 政治生涯
2019年3月7日，退出国阵砂人民党加入砂拉越全民团结党。2022年3月30日，玛瑟古札宣布即日起退出砂拉越全民团结党。他表示，宣布退党的原因除了是大马的政府不稳定之外，主要则是在与国会选区基层支持者商讨后所作出的决定。
2023年2月12日，马来西亚全民党主席孙伟瑄证实，玛瑟古扎加入全民党，同时受委党秘书长。